# Catàleg SAO
El Catàleg SAO és un catàleg d'estrelles fet pel Smithsonian Astrophysical Observatory en el 1966. En la seva primera versió, estava compost per 258.997 entrades. És un catàleg fotogràfic limitat en magnitud aparent, això és que esmenta totes les estrelles més lluminoses que un valor límit (en la banda V). El catàleg és gairebé complet fins a la novena magnitud, encara que també conté estrelles de magnitud superior a la novena, i també alguns milers d'estrelles (4.503) de magnitud superior a 10. Totes les estrelles visibles per l'ull nu estan compreses en aquest catàleg. Les estrelles del catàleg s'anomenen segons la convenció SAO nnnnnn, o nnnnnn és un nombre sencer entre 1 i 258.997. Les estrelles estan classificades en 18 bandes de 10 graus de declinació decreixent, és a dir que les estrelles SAO 1 a SAO 4015 tenen una declinació entre +80º i +90°, les estrelles SAO 4016 a SAO 10936 una declinació entre +70º i +80º (els nombres SAO pròxims a 250.000 tenen una declinació negativa, per exemple).
El catàleg dona per cada estrella la seva posició (en coordenades B1950.0 o J2000.0), una estimació de l'error de la posició, el moviment propi i una estimació de l'error d'aquest, les coordenades galàctiques, la magnitud fotogràfica i dins la banda V, el tipus espectral, i també informació sobre la variabilitat de l'estel.
El catàleg ha estat modificat després de la seva primera edició. 53 parelles de referències han estat identificades com a dobles, el catàleg censa també 258.944 objectes distints. Les versions recents del catàleg donen les coordenades J2000.0 més aviat que les B1950.0. Es va publicar el 1973 una taula de correspondència entre les catàlegs SAO, Henry Draper, Boss (Catàleg General) i Bonner Durchmusterung.

## Exemples d'entrades del catàleg SAO
- SAO 67174 és Vega.
- SAO 113271 és Betelgeuse.
- SAO 40012 és HD 277559.
- SAO 158687 és l'estrella que va ser ocultada per Urà el març de 1977, la qual cosa possibilità el descobriment dels seus anells.[4]

## Vegeu
- Portal:Astronomia